# MBC 제왕전
MBC 제왕전(-帝王戰)은 대한민국에서 주최했던 TV 속기전으로 치러진 바둑 기전이다. 문화방송의 후원으로 1982년에 창설되었다. 1995년에 제13회 대회를 마지막으로 중단되었다. 그후 MBC 바둑초대석으로 주요 대국을 선정했던 바둑 프로그램이다.
최양락은 MBC 바둑해설위원으로 활동한 해설자인 전직 은퇴한 前윤기현 九단을 패러디하여 알까기 프로그램 해설로 제2의 전성기를 누렸다.

## 역대 우승자
| 기수 | 연도      | 우승        | 전적  | 준우승           |
| ---- | --------- | ----------- | ----- | ---------------- |
| 1    | 1982~1983 | 조훈현 九단 | 2 - 0 | 서봉수 七단      |
| 2    | 1983~1984 | 서봉수 八단 | 2 - 0 | 장수영 七단      |
| 3    | 1984~1985 | 조훈현 九단 | 2 - 0 | (故) 하찬석 七단 |
| 4    | 1985~1986 | 조훈현 九단 | 2 - 1 | 서봉수 八단      |
| 5    | 1986~1987 | 조훈현 九단 | 2 - 0 | 서봉수 九단      |
| 6    | 1987~1988 | 서봉수 九단 | 2 - 0 | 조훈현 九단      |
| 7    | 1988~1989 | 조훈현 九단 | 2 - 0 | 서봉수 九단      |
| 8    | 1989~1990 | 조훈현 九단 | 2 - 0 | 서능욱 九단      |
| 9    | 1990~1991 | 이창호 五단 | 2 - 0 | 서봉수 九단      |
| 10   | 1991~1992 | 이창호 五단 | 2 - 0 | 유창혁 五단      |
| 11   | 1992~1993 | 이창호 六단 | 2 - 0 | 유창혁 六단      |
| 12   | 1993~1994 | 조훈현 九단 | 2 - 1 | 유창혁 六단      |
| 13   | 1994~1995 | 조훈현 九단 | 2 - 0 | 김성룡 三단      |

## 참고 사항
- MBC 아카이브 자료가 존재하지 않기 때문에 다시보기 서비스가 별도로 제공되고 있으며, 한국기원 보유 자료의 부실한 보관 및 재활용으로 인해 일부 회차의 영상은 누락되었거나 화질이 저하된 상태로 제공되고 있다. (※ 관련 자료는 한국기원 홈페이지 또는 월간 바둑 잡지를 통해 열람하실 수 있음)

## 바둑 경쟁 프로그램
- KBS 바둑왕전 (KBS 1TV)
- SBS배 연승바둑최강전 (SBS TV)